# Diaethria donckieri
Diaethria donckieri är en fjärilsart som beskrevs av Charles Oberthür 1916. Diaethria donckieri ingår i släktet Diaethria och familjen praktfjärilar. Inga underarter finns listade i Catalogue of Life.